# Якшино (Орловская область)
Я́кшино —  село в составе Хворостянского сельского поселения Новосильского района Орловской области России. 

## Название
Название поселения произошло скорее всего от имени Яков, превращённое в своеобразную гипокористику «Якша». В первой части Планов дач генерального и специального межевания указано, что «17 сентября 1778 года производилось размежевание села Якшина с сельцом Колпною подпоручика Якова Захарова сына Алексеева» (РГАДА, Фонд 1354, оп. 543, ч. 1). Словарь географических терминов трактует слово «якша» как «болотная грязь», возможно и мифическое происхождение названия.

## География
Село расположено в труднодоступной, но живописной местности, среди лесов вдали от больших дорог и селений на правой возвышенной стороне реки Колпёнки, примерно около 2 км от неё. По дорогам до районного центра Новосиля 25 км, до административного — Хворостянки 10 км. 

## История
В ревизской сказке Новосильской округи Тульского наместничества за 1782 год (4-я РС) упоминается село Якшино с Успенской церковью. Точных данных о происхождении прихода нет. Приходской храм, о котором сохранились некоторые сведения, был деревянный. Он сгорел в 1817 году вместе с церковным архивом. В 1816 году в ревизской сказке (7-я РС) Якшино упоминается ещё как село, а в 1857 году уже как сельцо, относящееся к приходу церкви Нерукотворного Образа Спасителя села Ламиполоз (Подтатарское) населённое помещичьими крестьянами. После 1857 года произошло уменьшение населения (возможно по причине продажи или расселения крепостных крестьян) до 9 крестьянских дворов. В 1915 году насчитывалось уже  19 человек, 4 двора и обозначено как деревня. В настоящее время статус села восстановлен.

## Население
| 1857 | 1859 | 1915 | 2010 |
| ---- | ---- | ---- | ---- |
| 237  | ↘123 | ↘19  | ↘1   |